# Bemori Sentral
Bemori Sentral (portugiesisch Bemori Central) ist ein Stadtteil der osttimoresischen Landeshauptstadt Dili im Verwaltungsamt Nain Feto. Er liegt südlich der Avenida da Liberdade de Imprensa. Er reicht grob von den Aldeias Bemori Central und Ailele Hun des Sucos Bemori im Osten bis in den Westen in die Aldeia Moris Foun des Sucos Santa Cruz an die Rua de Audian. Südlich schließt sich der Stadtteil Bemori Baba Liu Rai an.
Der Sitz des Sucos Bemori befindet sich in Bemori Sentral in der Aldeia Ailele Hun.